# Круглик (Богодухівський район)
Кру́глик —  село в Україні, у Валківській міській громаді Богодухівського району Харківської області. Населення становить 46 осіб. До 2020 орган місцевого самоврядування — Гонтово-Ярська сільська рада.

## Географія
Село Круглик знаходиться за 1 км від річки Мжа (лівий берег) і за 2 км від м. Валки, сіл Старі Валки і Кузьмівка. Поруч із селом невеликий лісовий масив (дуб, вільха).

## Історія
12 червня 2020 року, розпорядженням Кабінету Міністрів України № 725-р «Про визначення адміністративних центрів та затвердження територій територіальних громад Харківської області», увійшло до складу Валківської міської громади.
19 липня 2020 року, в результаті адміністративно-територіальної реформи та ліквідації Валківського району, село увійшло до складу Богодухівського району.